# Кондом-д’Обрак
Кондо́м-д’Обра́к (фр. Condom-d'Aubrac, окс. Condom d'Aubrac) — коммуна во Франции, находится в регионе Окситания. Департамент — Аверон. Входит в состав кантона Сен-Шели-д’Обрак. Округ коммуны — Родез.
Код INSEE коммуны — 12074.
Коммуна расположена приблизительно в 480 км к югу от Парижа, в 160 км северо-восточнее Тулузы, в 37 км к северо-востоку от Родеза.

## Население
Население коммуны на 2008 год составляло 319 человек.
| 1962 | 1968 | 1975 | 1982 | 1990 | 1999 | 2008 |
| ---- | ---- | ---- | ---- | ---- | ---- | ---- |
| 512  | 471  | 382  | 336  | 349  | 350  | 319  |

## Экономика
В 2007 году среди 176 человек в трудоспособном возрасте (15—64 лет) 130 были экономически активными, 46 — неактивными (показатель активности — 73,9 %, в 1999 году было 72,1 %). Из 130 активных работали 124 человека (71 мужчина и 53 женщины), безработных было 6 (1 мужчина и 5 женщин). Среди 46 неактивных 9 человек были учениками или студентами, 19 — пенсионерами, 18 были неактивными по другим причинам.